# Sabon Birni
Sabon Birni es una localidad del estado de Sokoto, en Nigeria, con una población estimada en marzo de 2016 de 280 100 habitantes.
Se encuentra ubicada al noroeste del país, cerca de la orilla del río Sokoto —un afluente del río Níger— y de la frontera con Níger.